# Probleem (lied)
Probleem is een lied van de Algerijns-Franse rapper Boef in samenwerking met de Nederlandse rapper Cristian D. Het werd in 2023 als single uitgebracht en stond in hetzelfde jaar als zevende track op het album Luxeprobleem van Boef.

## Achtergrond
Probleem is geschreven door Sofiane Boussaadia, Emanuel Doru, Julien Willemsen, Daniel Lee en Rafael Maijnard en geproduceerd door $hirak. Het is een nummer uit het genre nederhop. In het lied rappen de artiesten over hoe zij geen goede relatie kunnen hebben aangezien zij een te druk leven hebben. De single heeft in Nederland de gouden status.
Het is niet de eerste keer dat de twee artiesten met elkaar samenwerken. Dit deden zij eerder al op Als je bij me blijft en Flexxen. Ze herhaalden de samenwerking op Pornstar martini.

## Hitnoteringen
De artiesten hadden succes met het lied in de hitlijsten van Nederland. Het piekte op de eerste plaats van de Nederlandse Single Top 100 en stond twee weken op deze positie. In totaal stond het twintig weken in deze hitlijst. In de Vlaamse Ultratop 50 bereikte het de 34e positie in de vier weken dat het in de lijst te vinden was. Er was geen notering in de Nederlandse Top 40; het kwam hier tot de tweede positie van de Tipparade. 